# Голуховиці (Заверцянський повіт)
Голуховиці (пол. Gołuchowice) — село в Польщі, у гміні Крочиці Заверцянського повіту Сілезького воєводства.
Населення — 318 осіб (2011).
У 1975-1998 роках село належало до Ченстоховського воєводства.

## Демографія
Демографічна структура станом на 31 березня 2011 року:
|          | Загалом | Допрацездатний вік | Працездатний вік | Постпрацездатний вік |
| -------- | ------- | ------------------ | ---------------- | -------------------- |
| Чоловіки | 159     | 38                 | 102              | 19                   |
| Жінки    | 159     | 34                 | 79               | 46                   |
| Разом    | 318     | 72                 | 181              | 65                   |